# Declan McKenna
Declan Benedict McKenna (født 24. december 1998) er en engelsk sanger, sangskriver, og musiker. I 2015 vandt han Glastonbury Festivals Emerging Talent Competition. McKennas første sang "Brazil" toppede den 23. januar 2016 som nummer et på Sirius XM Radio's Alt Nation Alt 18 Countdown . Sangen toppede også som nummer 16 på hitlisten Alternative Songs.

## Diskografi

### Studiealbums
- What Do You Think About the Car? (2017)
- Zeros (2020)

### EP'er
- Stains (2016)
- Liar (2016)

### Singler
- "Brazil" (2015)
- "Paracetamol" (2015)
- "Bethlehem" (2016)
- "Isombard" (2016)
- "The Kids Don't Wanna Come Home" (2017)
- "British Bombs" (2019)
- "Rapture" (2020)